# Hermine Gheri
Hermine Gheri (* 15. Dezember 1918 in Innsbruck; † 3. Februar 2013) war eine österreichische Physikerin und Hochschullehrerin.

## Leben
Sie stammte aus einer Beamtenfamilie und besuchte das Städtische Mädchenrealgymnasium in Innsbruck. 1936 hörte sie als Hospitantin die Ethik-Vorlesung des Philosophen Theodor Erismann. Nach der 1937 mit Auszeichnung bestandenen Matura studierte sie bis 1941 Physik und Mathematik an der Universität Innsbruck. 1942 absolvierte sie die Lehramtsprüfung für Höhere Schulen für die Fächer Physik und Mathematik und wurde 1943 promoviert. Von 1941 an arbeitete sie als wissenschaftliche Hilfskraft am physikalischen Institut der Universität Innsbruck und wurde 1944 zur Assistentin ernannt. Nach der Habilitation für Experimentalphysik 1954 arbeitete sie bis 1970 als Privatdozentin an der Universität.

## Wirken

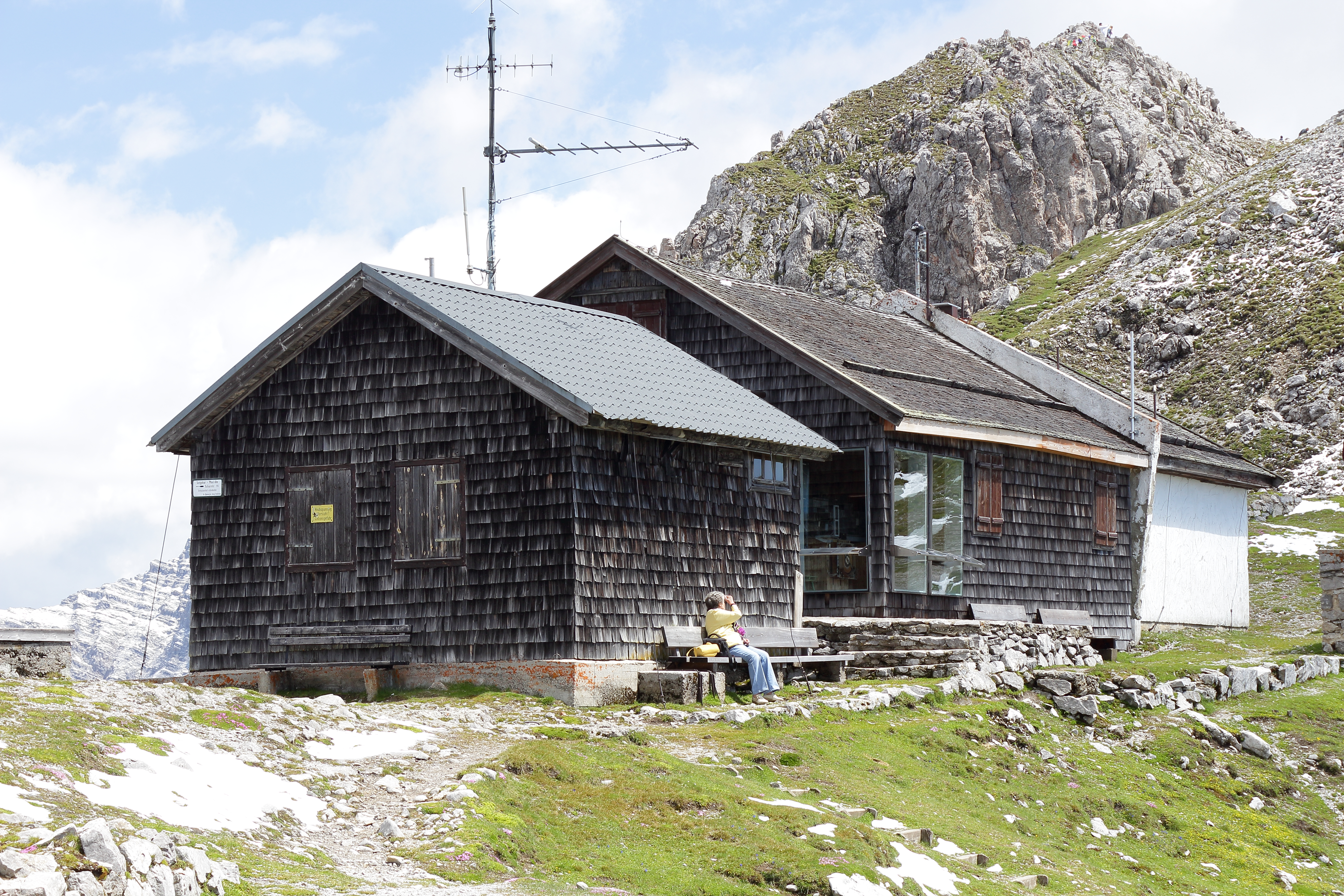
Messstation am Hafelekar in Innsbruck

Sie zählt neben Erika Cremer, Else Jahn und Maria Kuhnert-Brandstätter zu den wenigen Frauen, die sich zu ihrer Zeit in einer naturwissenschaftlichen Disziplin an der Universität Innsbruck habilitieren konnten. In ihrer wissenschaftlichen Arbeit widmete sie sich der von Viktor Franz Hess entdeckten Erforschung der kosmischen Strahlung. Mit der Berufung von Hess 1931 an die Universität Innsbruck kam es zur Gründung eines neuen Instituts für Strahlenforschung und der Einrichtung einer Forschungsstation auf dem Hafelekar. Als Gheri das Studium 1937 aufnahm, war Hess bereits nach Graz berufen worden. Die Arbeit an der kosmischen Strahlung wurde von seinen Assistenten aber weitergeführt und Hermine Gheri trug viel dazu bei, den Forschungsbetrieb in den Kriegsjahren und der Nachkriegszeit aufrechtzuerhalten und später zu erweitern. Ihre Vorlesungen an der Universität Innsbruck beschäftigten sich neben der kosmischen Strahlung mit Radioaktivität, Festkörperphysik, Mesonen und Hyperonen sowie Kernphysik.

## Schriften (Auswahl)
- Hermine Gheri: Das Fehlerglied bei numerischer Integration. 1942. (Hausarbeit zum Lehramt in Mathematik begutachtet von Leopold Vietoris, in der Gheri einen Fehler des um 1900 in Innsbruck, später in Wien lebenden Mathematikers Wilhelm Wirtinger aufdeckte)
- Hermine Gheri: Einfluß der Sonnenrotation auf die kosmische Strahlung. 1943. (Dissertation)
- Hermine Gheri, Johanna Pohl-Rüling: Neues Verfahren zur Messung von Krümmung und Streuwinkeln von Nebelkammerbahnen. In: Acta Physica Austriaca. Band II, 1948.
- Hermine Gheri: Physik der Elementarteilchen. In: Die Pyramide. Band 2, Nr. 4/5. Tyrolia, Innsbruck 1952, S. 62–65.
- Hermine Gheri: Die kosmische Strahlung. Entstehung und Wirkung auf Materie und Leben. In: Wissenschaft und Weltbild. Monatsschrift für alle Gebiete der Forschung. Band 6, j. Herold, Wien 1953, S. 96–102.
- Hermine Gheri: Partikelstörungen und Wiederkehrerscheinungen in der kosmischen Strahlung. Innsbruck 1954. (Habilitationsschrift)